# 高城祐花
高城 祐花（たき ゆうか、7月11日 - ）は、日本の女性声優。山口県出身。VライバープロダクションMe2所属。元アニ☆ゆめ project見習いメンバー、姉妹ユニット『ラブボム』リーダー ラブ担当。2024年4月末日プロダクション・エース退所。

## 人物
- 一人称は「ぼく」である。[1]
- 資格は、普通自動車運転免許・ワープロ検定1級・情報処理検定 ビジネス情報部門1級・電卓検定2級。
- 特技は、料理･小物リメイク･セルフネイル。
- 趣味は、食べること・小物集め・美容情報集め・ゲーム・ハンドメイド。
- 配信アプリREALITYにて｢小悪魔猫ゆた｣として定期的に配信している。

## 出演

### ラジオドラマ
- crossfm あにちゅん♡fukuoka 越野七米神物語 「こみかみっ！」越野籾 役 [2]

### 舞台
- 劇団GAIA_crew ディアシュピールプレゼンツ「真説LinKAge〜凛国異聞〜 碧の陣」 講談師弟子 役[3][4]
- SHOWMAN’S「リニアダッシュ! RE POLE POSITION」(2023年11月24日(金)〜26日(日)、新大久保･R’sアートコート) 音彫曜 役[5]
- 劇団ココア「キューピッド！」（2025年7月9日～20日、荻窪小劇場）武中美裕 役[6][7]
- 劇団ココア「キューピッド！アフターイベント」（2025年7月21日、荻窪小劇場）武中美裕 役[8]

### ゲーム
- エコーズ オブ パンドラ – Echoes of Pandora -

### その他
- キャラクターコンテンツ「御室ムスメ」三角慈音
- 参加型声優応援シミュレーション アニ☆ゆめproject姉妹ユニット「ラブボム」